# Potamyia flavata
Potamyia flavata är en nattsländeart som först beskrevs av Banks 1934.  Potamyia flavata ingår i släktet Potamyia och familjen ryssjenattsländor. Inga underarter finns listade i Catalogue of Life.